# Enispa albida
Enispa albida là một loài bướm đêm trong họ Noctuidae.